# Sorin Mărculescu
Sorin Mărculescu (n. 19 noiembrie 1936, București) este un important hispanist român, traducător, poet și eseist. A tradus din limba spaniolă autori precum: Calderón de la Barca, Baltasar Gracián, Damaso Alonso și Luis Martin-Santos. A oferit, printre altele, și o nouă versiune a romanului lui Cervantes, Don Quijote de la Mancha.

## Publicații
Proiectul „Carte singură”:
- Cartea nunților
- Locul sâmburelui
- Carte singură
- Fluviu întâmplător
- Lumină de seară
- Partea din toate, 2013